# Horst Schuldes
Horst Franz Schuldes (* 18. März 1939 in Komotau, Reichsgau Sudetenland, Deutsches Reich; † 5. Dezember 2015) war ein deutscher Eishockeyspieler, der seine gesamte Karriere beim SC Riessersee und dort überwiegend in der Bundesliga spielte.

## Karriere
Horst Schuldes wurde 1939 in Komotau im Sudetenland geboren, das ein halbes Jahr vor seiner Geburt vom Deutschen Reich annektiert worden war. Nach Ende des Zweiten Weltkrieges kam er nach Bayern, wo er beim SC Riessersee mit dem Eishockeysport begann. Von 1957 bis 1967 spielte er in der ersten Mannschaft des Klubs aus Garmisch-Partenkirchen. In seiner ersten Spielzeit gewann er mit Riessersee zwar die Oberliga Süd, musste sich aber in der Finalrunde, an der auch die Mannschaften aus dem Westen der Republik teilnahmen, dem Titelverteidiger und Süd-Zweiten EV Füssen geschlagen geben. Als 1958 die Eishockey-Bundesliga gegründet wurde, gehörte auch Schuldes mit seinem Team der deutschen Eliteliga an. Dort reichte es in der Premierensaison zwar nur zu Rang vier, aber Schuldes wurde mit 25 Treffern in 14 Spielen der erste Torschützenkönig der Bundesliga. Mit acht Toren in einem Spiel hält er gemeinsam mit Peter Obresa bis heute den Bundesliga-Rekord. 1960 gewann der SC Riessersee dann zwölf der 14 Spiele und wurde erstmals nach zehn Jahren wieder Deutscher Meister. Es blieb der einzige nationale Meistertitel für Schuldes. 1966 gewann er jedoch mit seinem Klub die Bundesliga-Abstiegsrunde, die als DEV-Pokal firmierte. 1961, 1962 und 1964 reichte es jeweils zu Platz drei der Bundesliga. Persönliche Erfolge konnte er 1961 als Dritter und 1964 als Zweiter der Torschützenliste feiern. Als der SC Riessersee 1967 aus der Bundesliga abstieg, beendete Schuldes seine Karriere. Schuldes starb am 5. Dezember 2015 nach langer Krankheit.

### International
Schuldes spielte insgesamt 43 Mal für die deutsche Eishockeynationalmannschaft. Er nahm an den Olympischen Winterspielen 1960 in Squaw Valley und 1964 in Innsbruck sowie den Weltmeisterschaften 1959 und 1961 teil.

## Erfolge und Auszeichnungen
- 1959 Torschützenkönig der Eishockey-Bundesliga
- 1960 Deutscher Meister mit dem SC Riessersee
- 1966 Gewinn des DEV-Pokals mit dem SC Riessersee